# 897

## Úmrtí
- 11. srpna – Guifredo I. Barcelonský, barcelonský hrabě (* ?)
- listopad – Roman, papež (* ?)

## Hlavy státu
- České knížectví – Spytihněv I.
- Velkomoravská říše – Mojmír II.
- Papež – Štěpán VI. – Roman – Theodor II.
- Anglie – Alfréd Veliký
  - Mercie – Æthelred (879–911)
- Skotské království – Donald II.
- Východofranská říše – Arnulf Korutanský
- Západofranská říše – Odo Pařížský
- Uherské království – Arpád
- První bulharská říše – Symeon I.
- Kyjevská Rus – Oleg
- Byzanc – Leon VI. Moudrý
- Svatá říše římská – Arnulf Korutanský